# Solothurnertårta

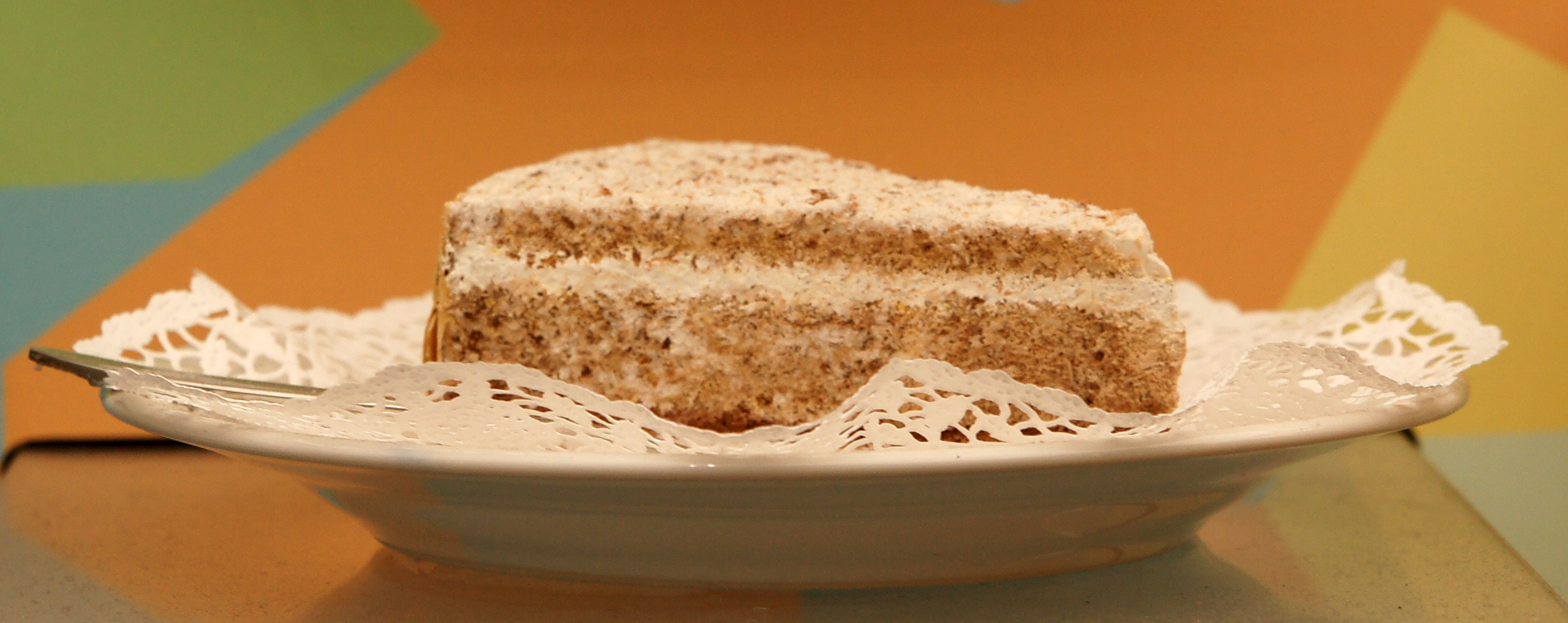
En bit solothurnertårta.

Solothurnertårta (tyska Solothurner torte, franska Solothurn Gateau) är en schweizisk hasselnötstårta från staden Solothurn i kantonen Solothurn i nordvästra Schweiz.  
Tårtan är gjord av två tårtbottnar av hasselnötsmaräng (så kallad japonais) som beläggs med hasselnötssmörkräm och mellan dem placeras en hasselnötsgénoise (génoise är en fastare typ av sockerkaka). Kakans kant penslas med lite smörkräm och strös på med hyvlade, rostade hasselnötter.
Historien om Solothurner Torte börjar 1897, då den första konditorn flyttade in på Schmiedengasse 20 i Solothurn. Verksamheten togs 1915 över av Albert Studer, som anses vara uppfinnaren av Solothurnertårtan. Hans tårta blev en succé och många andra konditorer i staden Solothurn lade den till sitt sortiment. År 1928 lät Studers efterträdare Werner Suter varumärkesskydda kakan och originalreceptet under namnet "Echter Solothurnerkuchen" (svenska "Äkta Solothurnkaka", och småkakor med detta namn finns fortfarande i hela kantonen Solothurn). Hans efterträdare Friedrich Flückiger fick ett något ändrat recept skyddat under samma namn 1949. Han gjorde tårtan lättare och mindre söt. Den nuvarande ägaren Manfred Suter tog över verksamheten 1975. Han optimerade åter tårtan genom att förfina krämen, göra den lättare och återigen minska sockerhalten, och 1995 varumärkesskyddade han sin skapelse som "Suter Original Solothurnertorte". Confiserie Suteria i Solothurn gör denna traditionella specialitet dagligen än i dag.